# Antropologia Estrutural (Lévi-Strauss)
A Antropologia Estrutural (Anthropologie estruturale deux) é uma coleção de textos de Claude Lévi-Strauss que foi publicada pela primeira vez em 1973, ano em que Lévi-Strauss foi eleito para a Académie française. Os textos são, por sua vez, resultado de uma coleção anterior de textos, Anthropologie estruturale, que ele publicou em 1958.
A obra é considerada a base da ideia de antropologia estrutural.

## Índice

### Perspectivas
- O escopo da antropologia
- Jean-Jacques Rousseau, Fundador das Ciências do Homem
- O que a etnologia deve a Durkheim
- O trabalho do Bureau of American Ethnology e suas lições
- Religiões Comparadas de Povos Não Alfabetizados

### Organização social
- O significado e uso da noção de modelo
- Reflexões sobre o Átomo do Parentesco

### Mitologia e Ritual
- Estrutura e forma: reflexões sobre uma obra de Vladimir Propp
- A história de Asdiwal
- Quatro Mitos de Winnebago
- O Sexo do Sol e da Lua
- Cogumelos na Cultura: A propósito de um livro de RG Wasson
- Relações de Simetria entre Rituais e Mitos de Povos Vizinhos
- Como os mitos morrem

### Humanismo e Humanidades
- Respostas para algumas investigações
- Critérios Científicos nas Disciplinas Sociais e Humanas
- Descontinuidade Cultural e Desenvolvimento Econômico e Social
- Raça e história